# 윈도우 도움말
마이크로소프트 윈도우 도움말(WinHelp)은 온라인 도움말에 속한 형식이며, 마이크로소프트 도움말 탐색기 winhelp.exe 또는 winhlp32.exe를 사용하여 표시할 수 있다. 파일 포맷은 서식있는 텍스트 포맷 (RTF)에 기반을 두고 있다. 윈도우 3.0 플랫폼부터 윈도우 XP까지 이러한 도움말 형태가 유지되었다. 윈도우 비스타에서는 WinHelp가 제거되었으며, 기존의 도움말 체계를 사용했던 소프트웨어 개발자들은 새로 바뀐 도움말 형식을 배워서 사용해야 한다.

## 역사
- 1990년 - WinHelp 1.0이 윈도우 3.0에 포함한다.
- 1995년 - WinHelp 4.0이 윈도우 95 / 윈도우 NT에 포함한다.
- 2006년 - 마이크로소프트는 지원 플랫폼으로서 WinHelp를 제외한다고 선언하였다. WinHelp 파일은 16비트와 32비트로 이루어져 있다. 윈도우 비스타에서 16비트 도움말을 볼 때는 아무런 문제가 없다. 그러나 32비트 형식의 hlp 파일을 보려고 하면, 더 이상 지원하지 않는다는 경고 문구를 보여 준다. 이 경우 마이크로소프트 다운로드 센터에서 32비트 .hlp 파일을 볼 수 있는 뷰어를 내려 받아서 도움말을 보면 된다.

## 파일 형식
WinHelp 파일은 ".hlp" 확장자로 되어 있다. 도움말 개발자가 외부의 목차 (.cnt) 파일을 포함하기도 했다. 윈도우가 WinHelp 파일을 열 때, .gid 파일을 같은 디렉터리에 만든다. .gid 파일에는 .hlp 파일이 실행할 때 뜨는 창의 크기나 위치와 같은 정보를 포함하고 있다. 사용자가 "찾기" 탭을 눌러서 단어 색인을 사용하면, 윈도우는 .fts (완전한 문자열 검색:full text search) 확장자를 가진 색인 파일을 만들어 낸다.
소스 문서의 복사본(HPJ, CNT, RTF, BMP, SHG)을 제공하거나 여러 소프트웨어 도구들을 사용함으로써 WinHelp 파일을 분해할 수도 있다. HPJ 파일은 도움말 워크샵(서드 파티 도움말 저작 도구)에서 편집하고 만들어진 프로젝트 파일이다. HPJ는 RTF 파일이 도움말, MAP ID, 엘리어싱 안에 컴파일된 정보를 포함하고 있다. CNT 파일은 앞서 말했듯이 도움말에 대한 목차표를 제공한다. SHG 파일은 그래픽 파일을 호출하는 도움말 그림 지도를 만들어 내는 "SHED" 그래픽 파일이다. (이를테면 BMP)
이러한 파일을 읽고 탐색하는 많은 도구들이 있다.

## 같이 보기
- 마이크로소프트 컴파일 HTML 도움말
- 마이크로소프트 도움말 2